# Eleanor Margaret Peachey Burbidge
Eleanor Margaret Burbidge (rojena Peachey), FRS, angleška astronomka in astrofizičarka, * 12. avgust 1919, Davenport, grofija Cheshire, Anglija, † 5. april 2020, San Francisco, ZDA.

## Življenje in delo
Eleanor Burbidge je leta 1939 kot edina študentka astronomije opravila diplomo na Univerzitetnem kolidžu v Londonu, ki je bil del Univerze v Londonu. Leta 1943 je tam doktorirala.
V letu 1948 se je poročila z Geoffreyem Burbidgeom, ki je na kolidžu delal doktorat iz fizike. Od leta 1951 do 1953 je raziskovala na Observatoriju Yerkes v Williams Bayu, Wisconsin. Z možem sta se vrnila v Anglijo in začela delati na oddelku za fiziko Univerze v Cambridgeu. Sodelovala sta s Hoylom in Fowlerjem pri raziskavah nastanka kemijskih elementov v sredicah zvezd.
Od leta 1972 do 1973 je bila kot prva ženska predstojnica Kraljevega observatorija v Greenwichu. Od leta 1964 je članica Kraljeve družbe.

## Priznanja

### Nagrade
- medalja Bruceove (1982)
- lektorat Henryja Norrisa Russlla (1984)
- nacionalna medalja znanosti (1985)
- zlata medalja Kraljeve astronomske družbe z možem (2005)

### Poimenovanja
Po njej se imenuje asteroid glavnega pasu 5490 Burbidge.